# Nicolás Freire
Nicolás Omar Freire (Santa Lucía, 18 febbraio 1994) è un calciatore argentino, difensore dell'Independiente in prestito dal Pumas UNAM.

## Caratteristiche tecniche
È un difensore centrale.

## Carriera
Cresciuto nelle giovanili dell'Argentinos Juniors, debutta in prima squadra il 18 marzo 2013 disputando da titolare il match pareggiato 1-1 contro il Boca Juniors.

## Palmarès

### Club
- Campionato brasiliano: 1

Palmeiras: 2018
- MLS Supporters' Shield: 1

Inter Miami: 2024